# Chrysopa mendocensis
Chrysopa mendocensis är en insektsart som beskrevs av Luisa Eugenia Navas 1918. Chrysopa mendocensis ingår i släktet Chrysopa och familjen guldögonsländor. Inga underarter finns listade i Catalogue of Life.